# Suore collegine della Sacra Famiglia
Le Suore Collegine della Sacra Famiglia sono un istituto religioso femminile di diritto pontificio: i membri di questa congregazione pospongono al loro nome la sigla C.S.F.

## Storia
Nel 1717 il cardinale Pietro Marcellino Corradini aprì a Sezze una scuola con convitto per l'educazione delle ragazze e, per la gestione dell'opera, istituì una congregazione di religiose (le Convittrici della Sacra Famiglia) alle quali diede una regola ispirata a quella delle Oblate del Santo Bambino Gesù e delle Maestre Pie.; il fondatore legò stabilmente la nuova fondazione alla spiritualità gesuitica, disponendo che dell'assistenza religiosa se ne sarebbero dovuti occupati i gesuiti del locale collegio.
In breve tempo, soprattutto ad opera di un sacerdote siciliano, Stefano Compagnone, il modello di conservatorio corradiniano fu esportato in Sicilia, ove sorsero numerose comunità (i "Collegi di Maria") tutte legate alla casa-madre di Sezze per l'adozione delle stesse regole, del medesimo abito e dello stesso rituale: la prima casa nell'isola sorse nel 1721 a Palermo (il Collegio di Maria "La Carità" all'Olivella, ancora in attività) e in totale i collegi raggiunsero la cifra di un centinaio; le religiose corradiniane, come avveniva per gli istituti femminili di quel tempo, non costituivano un'unica famiglia in senso giuridico, né le case erano federate in una congregazione, ma erano sottoposte alla giurisdizione dei vescovi locali che avevano adottato per loro (con piccole modifiche) le costituzioni date dal Corradini. Altre fondazioni sorsero a Napoli e a Perugia, ma furono di vita breve.
I collegi siciliani rischiarono di scomparire prima a causa delle leggi eversive del neonato regno d'Italia, poi per il progetto di incamerare i beni di questi istituti nell'Opera Nazionale Balilla: le suore, presa coscienza della loro fragilità giuridica, decisero di costituirsi in congregazione religiosa centralizzata.
Il cardinale Luigi Lavitrano, arcivescovo di Palermo, preparò per le religiose una bozza di costituzioni: la congregazione ottenne il pontificio decreto di lode il 10 maggio 1934 e venne approvato definitivamente dalla Santa Sede il 27 luglio 1942.
La casa-madre di Sezze invece, troppo lontana dalla Sicilia, ormai ridottasi a contare poche religiose, entrata in contatto con la congregazione delle suore oblate del Santo Bambino Gesù, nel 1926 aderì all'unione di cui si era fatta promotrice la casa di Roma, da cui il cardinale Corradini aveva preso alcune delle prime convittrici giunte a Sezze.
Nel 2019 le Collegine della Sacra Famiglia hanno riaperto una loro comunità a Sezze, in quella che era ed è tornata ad essere la casa madre della congregazione. 
Il 24 aprile 2021 papa Francesco ha dichiarato venerabile il cardinale Corradini, fondatore della congregazione.

## Attività e diffusione
Le Collegine sono dedite all'istruzione, alla catechesi e sono attive nell'opera di pastorale giovanile: gestiscono comunità alloggio, centri di accoglienza e assistenza, oratori e pensionati universitari. Le collegine, laddove presenti in diocesi cattoliche di rito orientale, seguono storicamente il rito bizantino.
Oltre che in Italia, sono presenti in Albania, Kenya, Messico, Polonia, Regno Unito, Romania e Tanzania: la sede generalizia è a Palermo.
Al 31 dicembre 2005 l'istituto contava 361 religiose in 64 case.